# Lyoness Open
Lyoness Open er en professionel golfturnering for mænd, og er den del af den European Golf Tour.
Lyoness Open startede ud som Austrian Open tilbage i 1990, og i 2012 blev det offentliggjort, at det Østrigske shopping Community Lyoness AG og deres affiliateprogram Greenfinity Foundation ville være hovedsponsor på Austrian Open i 3 sæsoner inkl. Sæsonen 2014. Fra 1990 til og med 2012 blev turneringen afholdt under en masse forskellige titler, grundet at hovedsponsorerne ofte blev ændret. Men de seneste år har Austrian Open haft navnet Lyoness Open. Turneringen blev mellem 1997 og 2005 nedgraderet til at være en del af den såkaldte Challenge Tour, hvilket medførte en betydningsfuld reduktion i penge præmierne ved turneringen. I 2006 vendte turneringen dog tilbage som en del af den Europæiske tur. Pengepræmien til vinderen i 2013 var på €1,000.000.
Turneringen bliver hvert år afholdt på Diamond Country Club i Atzenbrugg 35 km vest for Wien. Golfbanen har en længde på 6754 meter, og har 72 par tildelt på banen.
Turneringen bliver hvert år afholdt i juni måned og har nogle af de største golfspillere med på turen.

## Vindere
European Tour
| År                                                     | Vinder                              | Score                               |
| Lyoness Open powered by Greenfinity                    | Lyoness Open powered by Greenfinity | Lyoness Open powered by Greenfinity |
| ------------------------------------------------------ | ----------------------------------- | ----------------------------------- |
| 2013                                                   | Joost Luiten                        | 271 (–17)                           |
| 2012                                                   | Bernd Wiesberger                    | 269 (–19)                           |
| Austrian Golf Open                                     |                                     |                                     |
| 2011                                                   | Kenneth Ferrie                      | 276 (–12)PO                         |
| 2010                                                   | José Manuel Lara                    | 271 (–17)PO                         |
| 2009                                                   | Rafael Cabrera-Bello                | 264 (–20)                           |
| Bank Austria GolfOpen repræsenteret af Telekom Austria |                                     |                                     |
| 2008*                                                  | Jeev Milkha Singh                   | 198 (–15)                           |
| BA-CA Golf Open repræsenteret af Telekom Austria       |                                     |                                     |
| 2007                                                   | Richard Green                       | 268 (–16)PO                         |
| 2006                                                   | Markus Brier                        | 266 (–18)                           |
| Hohe Brücke Open                                       |                                     |                                     |
| 1996                                                   | Paul McGinley                       | 269 (–19)                           |
| 1995                                                   | Alex Čejka                          | 267 (–21)                           |
| 1994                                                   | Mark Davis                          | 270 (–18)                           |
| Hohe Brücke Austrian Open                              |                                     |                                     |
| 1993                                                   | Ronan Rafferty                      | 274 (–14)PO                         |
| Mitsubishi Austrian Open                               |                                     |                                     |
| 1992                                                   | Peter Mitchell                      | 271 (–17)                           |
| Mitsubishi Austrian Open sponsored by Denzel           |                                     |                                     |
| 1991                                                   | Mark Davis                          | 269 (–19)                           |
| Austrian Open                                          |                                     |                                     |
| 1990                                                   | Bernhard Langer                     | 271 (–17)PO                         |

* - 2008 turneringen blev reduceret til tre runder grundet regn.
Challenge Tour
| År                                               | Vinder                                           | Score                                            |
| BA-CA Golf Open repræsenteret af Telekom Austria | BA-CA Golf Open repræsenteret af Telekom Austria | BA-CA Golf Open repræsenteret af Telekom Austria |
| ------------------------------------------------ | ------------------------------------------------ | ------------------------------------------------ |
| 2005                                             | Michael Hoey                                     | 265 (–19)                                        |
| 2004                                             | Markus Brier                                     | 261 (–23)                                        |
| 2003                                             | Robert Coles                                     | 275 (–13)PO                                      |
| Austrian Golf Open                               |                                                  |                                                  |
| 2002                                             | Markus Brier                                     | 267 (–21)                                        |
| Austrian Open                                    |                                                  |                                                  |
| 2001                                             | Chris Gane                                       | 270 (–18)                                        |
| 2000                                             | No tournament                                    | No tournament                                    |
| Diners Club Austrian Open                        |                                                  |                                                  |
| 1999                                             | Juan Ciola                                       | 263 (–17)PO                                      |
| 1998                                             | Kevin Carissimi                                  | 269                                              |
| Matchmaker Austrian Open                         |                                                  |                                                  |
| 1997                                             | Erol Simsek                                      | 266                                              |

48°18′54″N 15°54′25″Ø / 48.315°N 15.907°Ø